# هانز ديتر بوتل
هانز ديتر بوتل (بالألمانية: Hans-Dieter Beutel)‏ مواليد 12 يونيو 1962 في إسلينغن آم نيكار، ألمانيا الغربية، هو لاعب كرة مضرب سابق وكان يلعب باليد اليمنى. أعلى تصنيف له في الفردي كان المركز الـ 101 في سنة 1983. أعلى تصنيف له في الزوجي كان المركز الـ 110 في سنة 1983.

## النهائيات

### الفردي: (2)
| الرقم | السنة | الدورة                    | الأرضية | المنافس في النهائي | النتيجة في النهائي |
| ----- | ----- | ------------------------- | ------- | ------------------ | ------------------ |
| 1.    | 1983  | دورتموند, ألمانيا الغربية | ترابية  | جيروم فانييه       | 6–7, 6–3, 6–4      |
| 2.    | 1988  | فورث, ألمانيا الغربية     | ترابية  | ريتشارد فوجل       | 1–6, 6–3, 6–4      |

### الزوجي: (1)
| الرقم | السنة | الدورة                    | الأرضية | الشريك       | المنافس في النهائي    | النتيجة في النهائي |
| ----- | ----- | ------------------------- | ------- | ------------ | --------------------- | ------------------ |
| 1.    | 1984  | نانكيرشن, ألمانيا الغربية | ترابية  | كريستوف زيبف | أولف فيسكر إريك ييلين | 7–6, 7–5           |

## روابط خارجية
- هانز ديتر بوتل على موقع رابطة محترفي التنس (الإنجليزية)
- هانز ديتر بوتل على موقع الاتحاد الدولي لكرة المضرب (الإنجليزية)
- هانز ديتر بوتل على موقع كأس ديفيز (الإنجليزية)
- هانز ديتر بوتل على موقع خلاصة التنس.كوم (الإنجليزية)